# 萬日納多利納
49°48′46″N 33°11′41″E / 49.81278°N 33.19472°E
萬日納多利納（烏克蘭語：Ванжина Долина），是烏克蘭中部的村莊，隸屬波爾塔瓦州的盧布尼區。該村距離科夫圖尼、什托姆佩利夫卡和斯塔夫基1公里，2001年人口33。